# Wolodymyr Matwijenko

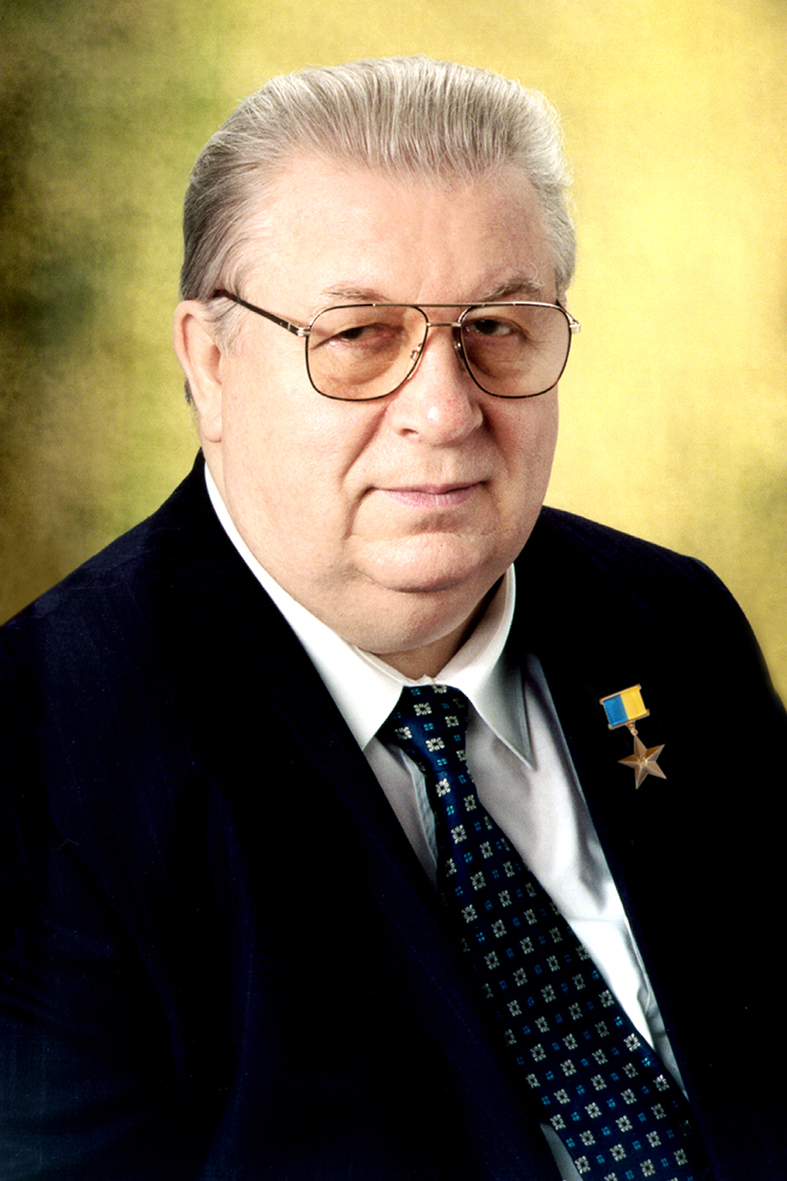
Wolodymyr Matwijenko

Wolodymyr Pawlowytsch Matwijenko (* 5. Januar 1938 in Bilka, Oblast Schytomyr, Ukrainische SSR) ist ein ukrainischer Ökonom, Poet und ehemaliger Präsident der ukrainischen Nationalbank.

## Leben
Wolodymyr Matwijenko studierte bis 1959 an der Finanz- und Wirtschaftsinstitut in Kiew mit den Schwerpunkten „Finanz und Kredit“ und im Jahr 1967 promovierte er an der Staatlichen Wirtschaftsuniversität Kiew. Matwijenko begann seine berufliche Laufbahn 1959 als Kreditsachbearbeiter in der Oblast Donezk. Im April 1979 wurde er stellvertretender Leiter und im September 1982 Leiter der Ukrainischen Republikanischen Bank der Staatsbank der UdSSR (Repräsentanz der sowjetischen Notenbank in Kiew). Von September 1987 an war Matwijenko Vorsitzender des ukrainischen Zweigs der Industrie- und Investitionsbank der UdSSR (Prominvestbank SSSR) und seit Februar 1991 deren Vorstandsvorsitzender.
Nach der ukrainischen Unabhängigkeit wurde er am 6. Juni 1991 der erste Präsident der Nationalbank der Ukraine. Am 24. März 1992 wurde er von dem später ermordeten Wadym Hetman auf diesem Posten abgelöst.
Matwijenko ist Autor zahlreicher Schriften und Bücher über Ökonomie, Bankwesen und Philosophie. Der Honorarprofessor der Internationalen Universität Wien ist Mitglied der Akademie der Technischen Wissenschaften der Ukraine, der Ukrainischen Akademie der Wirtschaftskybernetik, der Ukrainischen Akademie für Umweltwissenschaften sowie Mitglied der Akademie für Wirtschaftswissenschaften und Ehrenmitglied der Ukrainischen Akademie der Architektur.
Wolodymyr Matwijenko ist mit Halyna Pylypiwna (* 1941) verheiratet. Sie haben eine 1961 geborene Tochter und einen 1973 geborenen Sohn.

## Ehrungen
- 1986 Orden der Völkerfreundschaft[1]
- 1996 Verdienstorden der Ukraine[1]
- 1997 Orden des Fürsten Jaroslaw des Weisen (V. Klasse)[1]
- 2002 Orden des Fürsten Jaroslaw des Weisen (IV. Klasse)[1]
- 2004 Held der Ukraine[4]
- Der am 5. September 1978 von N. S. Tschernych entdeckte Asteroid des Hauptgürtels (6622) Matvienko wurde nach ihm benannt.[5]